# 大久保徳明
大久保 徳明（おおくぼ のりあき、1860年9月29日（万延元年8月15日） - 1917年（大正6年）4月20日）は、日本の陸軍軍人。最終階級は陸軍中将。

## 経歴
1860年（万延元年）、土佐国土佐郡小高坂村後町（現在の高知県高知市）居住の土佐藩士・大久保幸策の三男として生まれた。
1875年（明治8年）、陸軍幼年学校を経て陸軍士官学校（旧3期）に進み1879年（明治12年）12月22日、工兵少尉に任官。1883年（明治16年）2月28日工兵中尉に、1886年（明治19年）10月4日工兵大尉に昇進。1888年（明治21年）11月17日、陸軍士官学校教官に補される。
1895年（明治28年）3月23日工兵少佐に昇進し、陸軍大学校教官、宇品運輸通信支部員などを経て、1898年（明治31年）10月1日、工兵中佐に昇進。1902年（明治35年）5月5日、台湾陸軍補給廠長となり、6月1日、工兵大佐に昇進。1904年（明治37年）4月1日、陸軍運輸部本部長兼宇品碇泊場司令官に就任し、日露戦争の後方支援を担った。
1906年（明治39年）7月6日、陸軍少将に進級し陸地測量部長に着任。1912年（大正元年）12月26日、陸軍中将に進み旅順要塞司令官に就任。1913年（大正2年）8月22日、待命となり、1914年（大正3年）5月11日、予備役に編入された。1917年（大正6年）4月、56歳で死去。

## 栄典
位階
- 1887年（明治20年）3月25日 - 正七位[13]
- 1892年（明治25年）7月6日 - 従六位[14]
- 1897年（明治30年）10月15日 - 正六位[15]
- 1902年（明治35年）10月20日 - 従五位[16]
- 1906年（明治39年）10月1日 - 正五位[17]
- 1911年（明治44年）10月20日 - 従四位[18]
- 1914年（大正3年）6月10日 - 正四位[19]

勲章等
- 1889年（明治22年）11月29日 - 大日本帝国憲法発布記念章[20]
- 1893年（明治26年）11月29日 - 勲六等瑞宝章[21]
- 1895年（明治28年）10月18日 - 勲五等双光旭日章[22]
- 1901年（明治34年）12月28日 - 勲四等旭日小綬章[23]
- 1906年（明治39年）4月1日 - 功三級金鵄勲章・勲三等旭日中綬章・明治三十七八年従軍記章[24]
- 1913年（大正2年）11月28日 - 勲二等瑞宝章[25]

外国勲章佩用允許
- 1903年（明治36年）12月25日 - フランス共和国：カムポヂュ勲章コンマンドール[26]
- 1909年（明治42年）
  - 11月25日 - 大清帝国：二等第一双龍宝星[27]
  - 12月21日 - ロシア帝国：神聖スタニスラス第一等勲章[28]

## 親族
- 娘婿 鎌田銓一（陸軍中将）[29]

## 演じた俳優
- 笹野高史：『劒岳 点の記』

## 参考資料
- 『高知県人名事典』高知市民図書館、1970年。
- 福川秀樹『日本陸軍将官辞典』芙蓉書房出版、2001年。ISBN 9784829502730。
- 外山操 編『陸海軍将官人事総覧 陸軍篇』芙蓉書房、1981年。ISBN 9784829500026。

| 軍職          | 軍職                                                 | 軍職          |
| ------------- | ---------------------------------------------------- | ------------- |
| 先代 藤井包總 | 陸地測量部長 第4代：1906年7月6日 - 1912年12月26日    | 次代 牧野淸人 |
| 先代 中村愛三 | 旅順要塞司令官 第5代：1912年12月26日 - 1913年8月22日 | 次代 青木宣純 |